# Chilly (Alta Savoia)
Chilly és un municipi francès, situat al departament de l'Alta Savoia i a la regió d'Alvèrnia-Roine-Alps.